# Rudolf Henkel
Rudolf (Rudi) Henkel (* 12. Juni 1925 in Mainz; † 24. März 2021 ebenda) war ein deutscher Zahnarzt, Büttenredner, Buchautor und Präsident des Mainzer Carneval-Vereins (MCV). 

## Leben
Nach seinem Abitur am humanistischen Gymnasium Rabanus Maurus im Jahr 1943 in Mainz schrieb Henkel sich 1946 als einer der ersten Erstsemester der Johannes Gutenberg-Universität Mainz nach der Wiedereröffnung im selben Jahr ins Studium der Zahnmedizin ein. Im Anschluss an seine Promotion zum Dr. med. dent. gründete er seine eigene zahnärztliche Praxis in Mainz-Weisenau. Während seiner aktiven Tätigkeit als Zahnarzt war er unter anderen Gutachter und Obergutachter der KZV Rheinhessen. Neben seiner Arbeit als Zahnarzt schrieb er Bücher mit regionalem folkloristischen Bezug und zum Teil auch im Mainzer Dialekt. Als Ballonfahrer lagen ihm die Landschaften seiner Heimat besonders am Herzen, denen er das Buch Am Himmel über Rheinhessen widmete. Regional viel beachtet wurde auch seine Sammlung mundartlicher Weihnachtsgedichte mit dem Titel Meenzer Weihnacht. 

## Mainzer Fastnacht
Seit 1950 Mitglied im Mainzer Carneval-Verein, war Henkel war mehr als 70 Jahre in der Mainzer Fastnacht aktiv und stand noch mit 95 Jahren als Büttenredner auf der Bühne. Als Mitglied der Zugleitung des MCV arbeitete er an der Organisation des Mainzer Rosenmontagszuges mit und gestaltete zahlreiche satirische Motivwagen zu politischen und gesellschaftskritischen Themen. Auch kommentierte er den Rosenmontagszug live für die Fernsehübertragung. In der Rolle des Büttenredners verkörperte er als Nachfolger von Dr. Willi Scheu unter anderem die Symbolfigur des MCV, den Bajazz mit Laterne. Auch in der Fernsehsitzung Mainz bleibt Mainz, wie es singt und lacht trat Henkel mit einem vielbeachteten Vortrag als Professor für Kappologie auf. Als Gründungsmitglied setze er sich viele Jahre lang für die Einrichtung des 2004 eröffneten Mainzer Fastnachtsmuseums ein. Anlässlich der Verleihung der Ehrenbürgerschaft der Stadt Mainz an Margit Sponheimer im Jahr 2018 hielt Henkel die Laudatio.
Fastnachtlichen Bezug haben auch viele seiner Bücher: So ist Henkel Mitautor der historischen Schrift „Mainzer Fassnacht 1837–2020“, die von Dieter Degreif und Werner Winter herausgegeben wurde. Weiterhin veranlasste er als MCV-Präsident die Herausgabe des Buches „Bürgerfest und Zeitkritik – 150 Jahre Mainzer Carneval Verein 1838–1988“. Mit dem Buch „Eine Nacht am Fastnachtsbrunnen“ erweckte er die Figuren dieses Wahrzeichens der Stadt Mainz zum Leben und gab ihnen einen erzählerischen und historischen Kontext. Den Schwellköpp, die zu den Symbolfiguren des Mainzer Rosenmontagszuges gehören, gab er im Buch „Die Meenzer Schwellköpp“ Namen und eine Hintergrundgeschichte.

## Auszeichnungen und Ehrungen
Nach dem Ende seiner Präsidentschaft wurde Henkel zum Ehrenpräsidenten des MCV ernannt. Für seine Verdienste um seine Vaterstadt wurde er mit der Ehrennadel der Stadt Mainz ausgezeichnet.